# Teucholabis solomonensis
Teucholabis solomonensis är en tvåvingeart som beskrevs av Alexander 1950. Teucholabis solomonensis ingår i släktet Teucholabis och familjen småharkrankar. Inga underarter finns listade i Catalogue of Life.